# Zuzana Susová
Zuzana Susová (* 6. února 1977, Praha) je česká tanečnice a od roku 2003 první sólistka Národního divadla v Praze.
Od dětství se věnovala sportovní gymnastice. Po absolutoriu na Taneční konzervatoři v Praze (1995) se v roce 1996 stala sólistkou baletu Národního divadla. Za provedení role Marie v Louskáčkovi byla nominována na Cenu Thálie, kterou poté obdržela roku 2005 za ztvárnění hlavní představitelky v baletu Giselle. Třetí místo obsadila v brněnské Celostátní baletní soutěži (1995) a vyhrála Philip Morris Ballet Flower Award pro nejlepšího tanečníka (1997) za provedení Julie v Romeu a Julii.
Je vdaná, má dceru Ellu (* 2006) a Annu (* 2013).